# Бойкий (эсминец, 1936)
«Бойкий» — эскадренный миноносец проекта 7 Черноморского флота ВМФ СССР. Был заложен в 1936 году, вошел в строй в 1939 году, участник Великой Отечественной войны. После войны служил как опытовое судно ОС-18, в 1958 году разобран на металл.

## Постройка
Заложен 17 апреля 1936 на заводе имени 61-го Коммунара в Николаеве. На воду был спущен 29 октября 1936 года, вступил в строй 11 марта 1939 года. Это третий по счёту из эсминцев проекта 7 николаевской постройки..

## Конструкция
Мореходность 7 проекта была посредственной. Из-за зауженных обводов носовой части корпуса они сильно зарывались в волну; при волнении моря 8 баллов скорость падала до 5—8 узлов. Для повышения остойчивости на часть «семерок» в 1940—1941 годах уложили твёрдый балласт (82—67 тонн).

### Энергетическая установка
Два главных турбозубчатых трехкорпусных агрегата смешанной активно-реактивной системы и три водотрубных котла треугольного типа, мощностью 48 000 л. с. при 415 об/мин., которые вращали два гребных винта диаметром 3,18 м и шагом 3,65 м.

### Вооружение
Главный калибр
Артиллерия главного калибра у эсминцев проекта 7: четыре 130-мм орудия Б-13-I с длиной ствола 50 калибров, изготовленных заводом «Большевик», углы вертикального наведения от −5 до +45°. Все типы снарядов (осколочно-фугасные, полубронебойные и дистанционные гранаты) были одинакового веса — 33,5 кг и выпускались из ствола с начальной скоростью 870 м/с на максимальную дальность 139 кбт (25,7 км). Боезапас включал в себя 150 выстрелов на ствол, в перегруз (по вместимости погребов) корабль мог брать до 185 выстрелов на ствол — то есть в сумме до 740 снарядов и зарядов. Подача боеприпасов осуществлялась вручную, досылка — пневмодосылателем.
Зенитное вооружение ;
Зенитное вооружение составляли: пара 76-мм универсальных установок 34-К, два 45-мм полуавтомата 21-К, два 12,7-мм пулемёта ДШК. В ходе войны зенитное вооружение усиливалось за счет замены полуавтоматов 21-К на автоматические пушки 70-К и установки дополнительных 1-3 (в зависимости от наличия орудий) автоматов 70-К, пулеметов ДШК или полученных по Ленд-лизу зенитных пулеметов Виккерса или Кольта.
Торпедное вооружение
Торпедное вооружение включало в себя два 533-мм трехтрубных торпедных пороховых аппарата 39-Ю. Скорость вылета торпеды составляла 12 м/с. 533-мм торпеды 53-38(53-38У), длина 7,4 м, масса 1615 (1725) кг, масса ВВ (тротил) 300 (400) кг, дальность: 4,0 км ходом 44,5 узла, 8,0 — 34,5, 10,0 — 30,5. По проекту эсминцы могли нести дополнительно 6 запасных торпед в стеллажах, но перезарядка аппаратов вручную в свежую погоду оказалась невозможной.
Противолодочное вооружение
На расположенные на верхней палубе рельсы корабль мог принять 60 мин КБ-3, или 65 мин образца 1926 г., или 95 мин образца 1912 г. (в перегруз).
Стандартный набор глубинных бомб — 25 штук (10 больших Б-1 и 15 малых М-1); позже его довели до 40 Б-1 и 27 М-1. Большие бомбы хранились непосредственно в кормовых бомбосбрасывателях; малые — 12 в погребе и 8 в кормовом стеллаже на юте.

## История службы
Входил в состав созданой 23 июня 1939 года приказом народного комиссара ВМФ СССР № 303 Эскадры Черноморского флота,  1-я бригады эскадренных миноносцев Черноморского флота, 2-й дивизион. 
К началу Великой Отечественной корабль прошел гарантийный ремонт. В начале войны имел тактический номер 22.
22 июня 1941 года «Бойкий» вместе с другими кораблями зенитным огнем вместе с батареями ПВО отражали атаку немецких самолётов на главную базу. Во второй половине дня 22 июня 1941 эсминец вышел в море для постановки минных заграждений. С начала августа «Бойкий» вместе с другими эсминцами 1-го и 2-го дивизионов конвоировали корабли резерва флота из Николаева в восточные порты Чёрного моря. Были приведены вспомогательный крейсер «Анастас Микоян» (ледокол, вооруженный пятью 130-мм орудиями), 6 подводных лодок, недостроенные крейсера «Фрунзе», «Куйбышев», лидеры «Киев», «Ереван», эсминцы «Свободный», «Огневой», «Озорной» с погруженым заводское оборудованием и ценными механизмами.

### Оборона Одессы и перевозки в Севастополь
Участвовал в обороне Одессы. В течение августа — сентября 1941 года эсминец провёл 13 транспортов, перевез 1100 солдат и офицеров, 50 ящиков с оружием и 320 т боеприпасов. Он произвел 21 стрельбу по вражеским объектам на суше. 5-6 сентября 1941 года подавил две батареи в районе поселка Новая Дофиновка. Отразил 32 атаки фашистских бомбардировщиков. «Бойкий» совместно с «Безупречным» и «Беспощадным» поддерживал огнем высадку знаменитого десанта под Григорьевкой.
При обороне Севастополя «Бойкий» отконвоировал 15 транспортов, непосредственно перевез около 1900 человек, 242 т вооружений и 180 т продовольствия. Эсминец провел 22 стрельбы главным калибром по немецко-румынским войскам. 21 раз отражал воздушные атаки. 6 ноября во время отхода Приморской армии корабль переправил из Ялты в Севастополь рекордное количество груза — 830 солдат, 3 пушки, 6 минометов и более 40 ящиков с боеприпасами и имуществом.

### Поддержка Керченско-Феодосийской десантной операции
28-30 декабря 1941 года «Бойкий» прикрывал десантную операцию в Феодосии, высадил 470 бойцов и перевез значительное количество оружия и боеприпасов. Во время Керченско-Феодосийской десантной операции «Бойкий» вместе с эсминцем «Шаумян» и тральщиком «Трал» обеспечивал переход из Новороссийска в Феодосию 5 транспортов с войсками и грузами для 44-й армии.
За 1941 год эсминец прошел 26 000 морских миль, провел 47 стрельб по береговым целям — выпустил 1227 130-мм снарядов, выставил 106 мин, уничтожил 14 плавающих мин и сбросил 10 глубинных бомб по предполагаемым подводным лодкам. «Бойкий» отконвоировал 49 транспортов, перевез 4883 красноармейца и эвакуируемых гражданских лиц, 6 противотанковых пушек, несколько сотен тонн боеприпасов, вооружения, продовольствия.
За это время вражеские самолёты сбросили на «Бойкий» 334 бомбы и 10 торпед, но ни одного прямого попадания не добились. При отражении воздушных атак эсминец выпустил 926 76-мм, 2655 37-мм снарядов и 2944 12,7-мм пули, сбив три и повредив два неприятельских бомбардировщика.

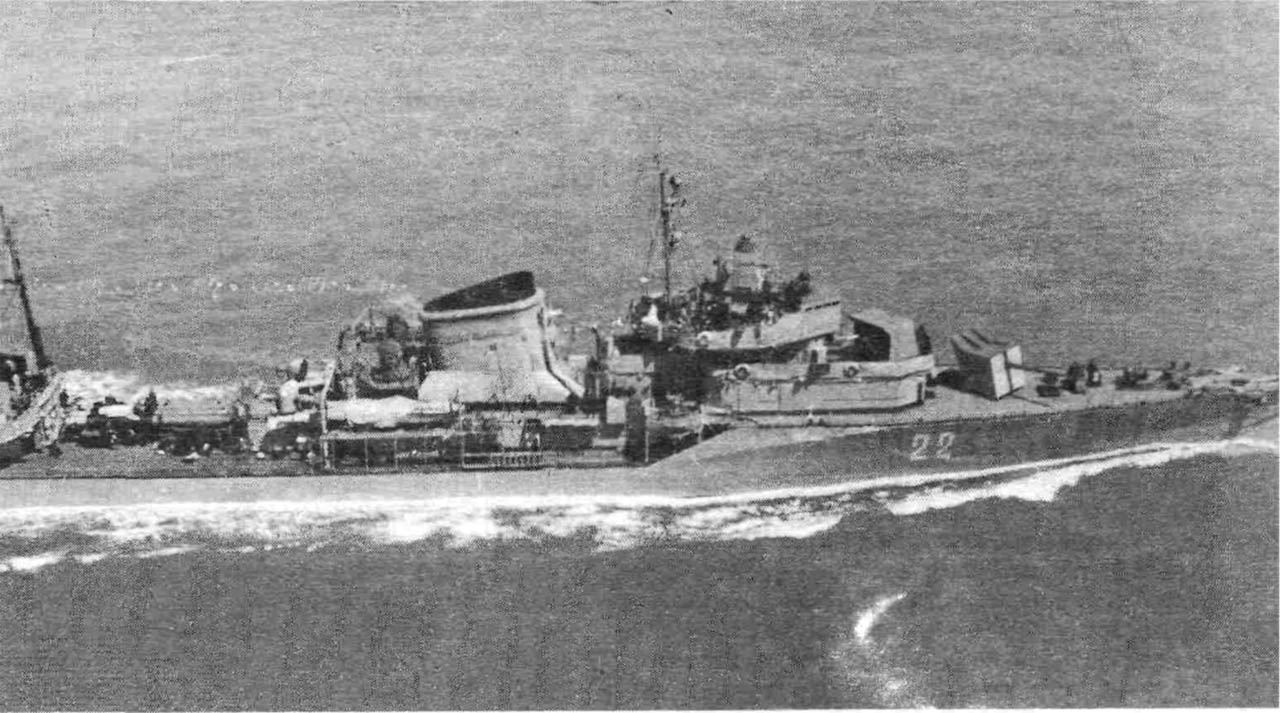
Советский эскадренный миноносец проекта 7 Бойкий после модернизации. 1941—1942

Вечером 13 января 1942 года при выходе из Новороссийска «Бойкий» столкнулся с транспортом «Серов». В районе 18 — 30-го шпангоутов образовалась глубокая пробоина. Корабль пришлось отправить на ремонт в Туапсе. Однако испытания на этом не окончились: в ночь с 21 на 22 января разыгрался сильнейший шторм, многие скученно стоящие корабли в тесной гавани, не имеющей достаточного количества буксиров, получили сильные повреждения. «Бойкий» получил сильные повреждения корпуса, а также его навалило бортом на стоявшую рядом подводную лодку, которую он чуть не раздавил об пирс, спасти её и вывести из-под ударов эсминца удалось с огромным трудом. Аварийный ремонт эсминца завершился 11 февраля. 
В феврале — марте «Бойкий» неоднократно выходил в море для обстрела береговых позиций врага в районе Феодосии, Судака, Владиславовки, Новомихайловки.
22 марта эсминец, находясь на траверзе Сочи, попал в сильный шторм (ветер 9 баллов, волнение до 8 баллов). Полубак начал сильно зарываться в воду, его настил, несмотря на установку подкреплений, просел и деформировался. Местами в корпусе образовались трещины, сорвало и смыло за борт вьюшку. От ударов волн образовались трещины в щите 1-го 130-мм орудия, что характеризует качество брони.
13 апреля 1942 в 04.00 транспорт «А. Серов» в охранении эскадренных миноносцев «Бойкий», «Незаможник», базовых тральщиков «Якорь», «Гарпун» и двух сторожевых катеров прибыл в Севастополь. У подходной точки военного фарватера N 3 транспорт встретили базовые тральщики N 25 (Т-410 «Взрыв») и N 27 (Т-413) из Севастополя.
После ремонта «Бойкий» использовался для конвойной службы и набеговых операций. До июля 1942 года он совершил 6 рейсов в осажденный Севастополь, получил ряд осколочных повреждений в результате воздушных атак, из-за чего вновь был поставлен на ремонт.
3 октября он выходил на обстрел портовых сооружений Ялты, сделав вместе с «Сообразительным» более 300 выстрелов из 130-мм орудий, затем участвовал в перевозке войск из Поти в Туапсе.

### Набег на берега Болгарии

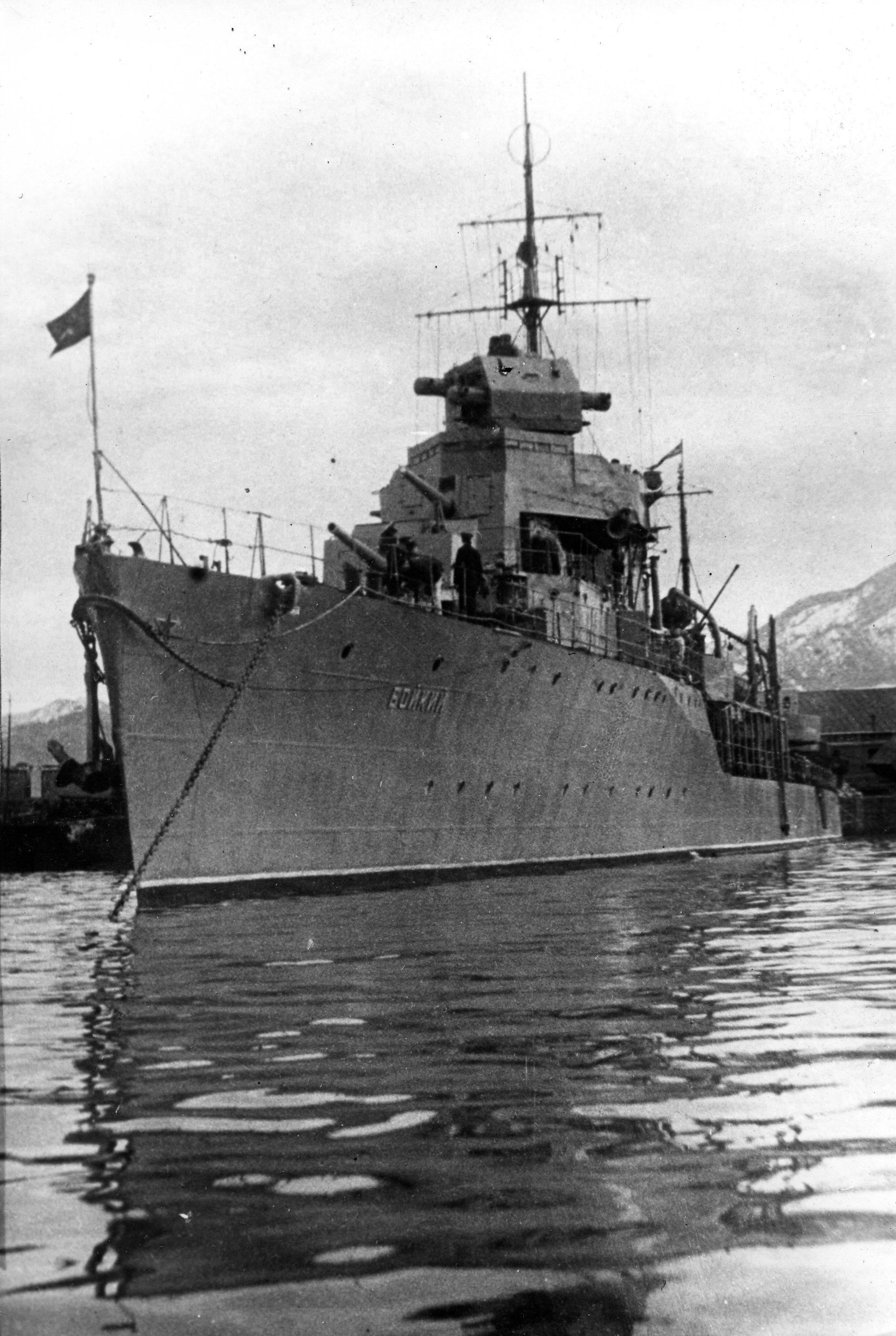

С 29 ноября по 2 декабря 1942 года Черноморский флот предпринял попытку провести набеговую операцию на коммуникации противника. С этой целью к неприятельским берегам были направлены два отряда: 1-й под командованием вице-адмирала Л. А. Владимирского (крейсер «Ворошилов», лидер «Харьков» и эсминец «Сообразительный») и 2-й под командованием командира 1-го дивизиона эсминцев капитана 2 ранга П. А. Мельникова («Бойкий» и «Беспощадный»).
Поход первого отряда оказался неудачным: у острова Фидониси крейсер «Ворошилов» подорвался сразу на двух минах и вынужден был срочно вернуться в Поти. Второй отряд, приняв топливо в Туапсе, направился к болгарскому побережью. Утром 1 декабря у мыса Калиакра оба эсминца попали в сплошной туман. Существуют противоречивые версии проишедшего.
По докладу командиров, между мысами Калиакра и Шабла ими были обнаружены 4 вражеских транспорта, стоявшие у берега и пережидавшие туман. Первым открыл огонь, а минуту спустя выпустил торпеды из первого аппарата «Беспощадный», но промахнулся. Затем с дистанции в 5-6 кбт дал 6-торпедныйзалп «Бойкий». Несколько минут спустя, в 8.12, послышался сильный взрыв — наши моряки посчитали, что это было попадание сразу в два транспорта. По советским эсминцам открыла огонь береговая батарея. Снаряды стали ложиться в 15 — 30 м от борта, поэтому «Бойкий» и «Беспощадный» отошли и развернувшись в тумане, в 8.30 повторили атаку. Корабли открыли огонь из 130-мм орудий, а «Беспощадный» выпустил последние три торпеды из второго аппарата. Наблюдатели доложили, что от прямого торпедного попадания один транспорт переломился надвое и затонул, на другом вспыхнул пожар. Эсминцы вновь были обстреляны с берега. Увеличив скорость до 20 узлов они благополучно покинули опасную зону, попутно уклонившись от якобы замеченной вражеской подводной лодки.
2 декабря эсминцы вернулись в Поти. За этот поход протяженностью 1240 миль «Бойкий» израсходовал 439 т топлива. Командование поверило докладу командиров эсминцев, и данный эпизод в литературе обычно описывался именно в такой интерпретации. В личных дневниках командующий флотом адмирал Ф. С. Октябрьский записал, что «Бойкий» и «Беспощадный» уничтожили один танкер в 10-12 тысяч т, два транспорта по 3-4 тысяч т «и, видимо, одну румынскую канлодку».
Однако впоследствии факт гибели транспортов не подтвердился. Согласно архивным исследованиям последних лет, как зарубежным, так и отечественным, вражеских судов в тот момент в указанном месте не было. Скорее всего, в тумане за транспорты приняли скалы, и именно по камням эсминцы разрядили свои торпедные аппараты. Так что единственное за всю войну применение эсминцами проекта 7 торпед следует признать безуспешным.

### 1943—1944 годы
С середины войны имел тактический номер 16.

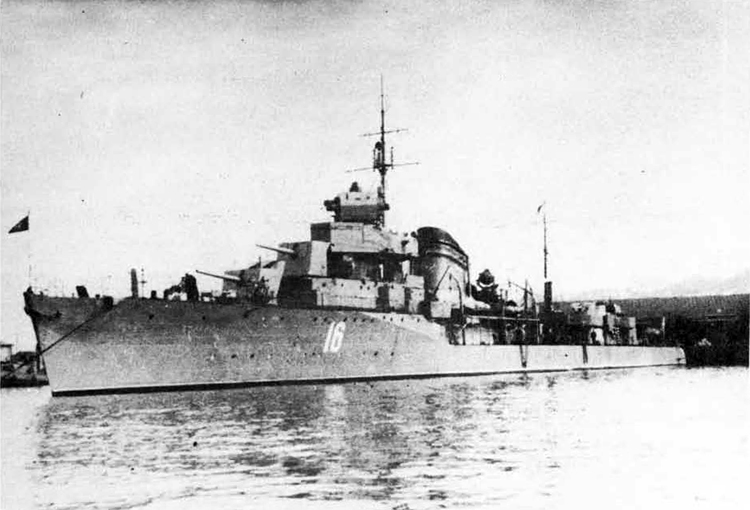
После 1943 года

В январе 1943 года «Бойкий» занимался конвойной службой, а затем участвовал в операции по обстрелу гитлеровских войск в районе Новороссийска. 5-6 февраля эсминец попал в жестокий шторм и получил серьёзные повреждения. В частности, в верхней палубе (преимущественно по сварным швам) и в наружной обшивке борта образовались трещины длиной до 50 см, были деформированы комингсы и крышки люков, сорваны задрайки, почти из всех топливных цистерн начал вытекать мазут в соседние помещения. Корабль вновь пришлось основательно ремонтировать.
27 февраля за активные боевые действия в течение первых полутора лет войны эсминец «Бойкий» был награждён орденом Красного Знамени.
Весной — летом 1943 года «Бойкий» участвовал в набеговых операциях на ближние коммуникации противника. 26 августа 1942 в составе соединения выходил в море для постановки минного заграждения, но был обнаружен вражеским самолётом и по приказу командования вернулся в базу.
Интенсивная эксплуатация корабля сказалась на экономичности его механизмов: за этот поход протяженностью 817 миль в топках сожгли 454 т мазута — значительно больше, чем в прежние времена. Правда, на это повлияло и низкое качество мазута, которым приходилось заправлять наши корабли в Поти и Батуми. Износ котельно-турбинной установки, а также фактический запрет командования использовать крупные корабли на Черноморском театре после трагической гибели лидера «Харьков» и двух эсминцев в октябре 1943 года привели к тому, что на заключительном этапе Великой Отечественной войны «Бойкий» выходил в море эпизодически и в боевых действиях участвовал ограниченно.
Из экипажа в 236 краснофлотцев, старшин и офицеров эсминец за войну потерял всего 5 человек. Общий период в составе действующей армии: 21.06.1941 — 30.12.1945

### После войны

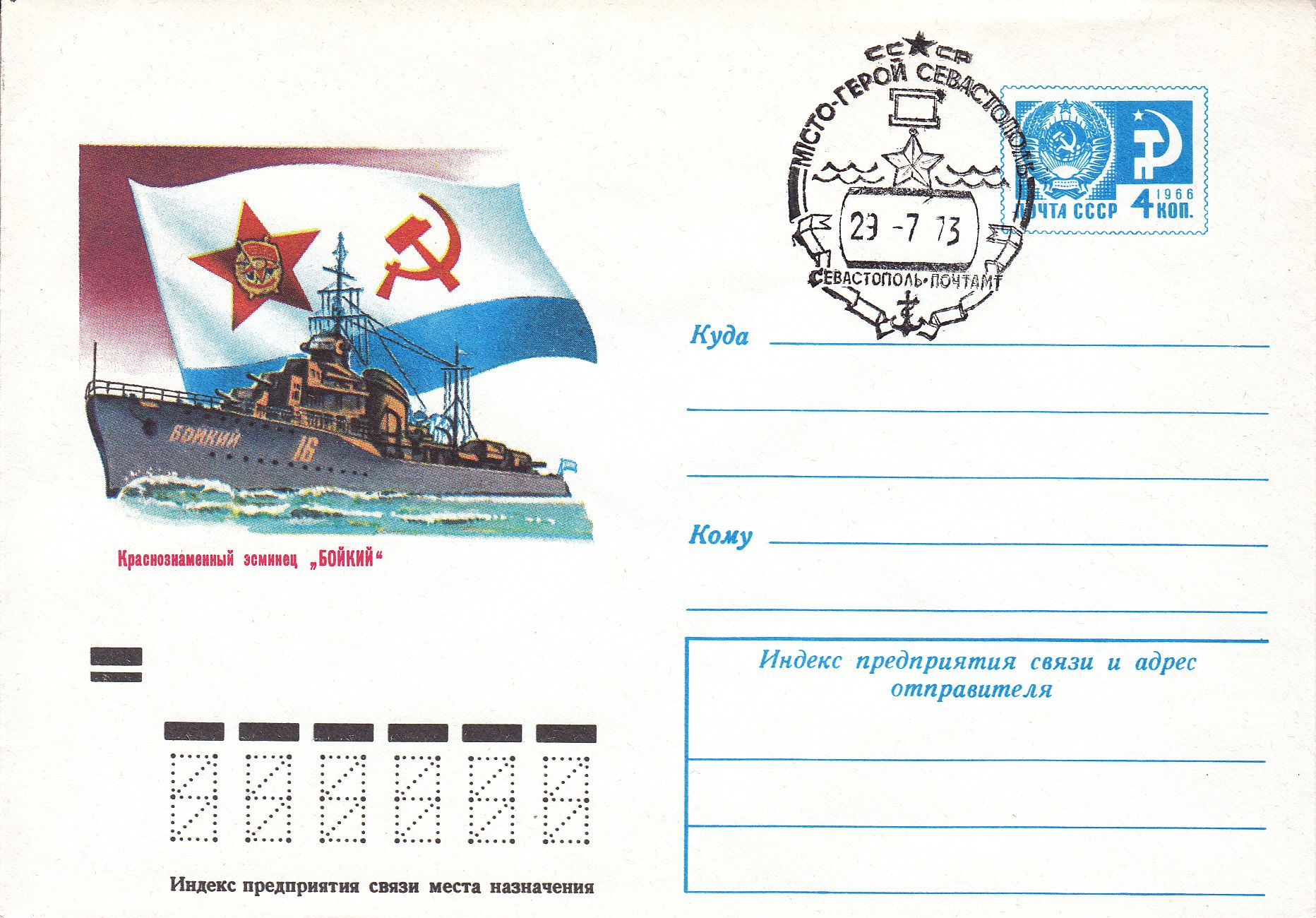
«Краснознаменный эсминец „БОЙКИЙ“», художественный маркированный конверт СССР 1973 года. Номер по каталогу: 8912.

С 1948 года по 27 декабря 1951 года эсминец «Бойкий» прошел капитальный ремонт. 17 февраля 1956 года был выведен из боевого состава и переклассифицирован в опытовое судное ОС-18.
11 марта 1958 года исключен из состава флота, и в 1958—1959 годах разделан на металл в Севастополе.

## Командиры[1]
- с ноября 1939 — капитан 3 ранга  Л. К. Бекренёв, в октябре 1940 года был снят с должности командира корабля за нарушение воинской дисциплины[9]
- с июня 1941 и почти в течение всей войны «Бойким» командовал капитан-лейтенант, капитан 3 ранга и капитан 2 ранга) Г. Ф. Годлевский,
- с 24.4.1944 — капитан 2 ранга Л. Г. Леут,
- с 12.6.1944 — капитан 3 ранга В. Г. Бакарджиев.

## Память
Почта СССР выпустила художественный маркированный конверт СССР 1973 года «Краснознаменный эсминец „БОЙКИЙ“». Номер по каталогу: 8912.